# Arthrite
 Mise en garde médicale
L’arthrite (du grec arthron : « articulation ») est une inflammation aiguë ou chronique des articulations. Elle ne désigne pas la pathologie répertoriée sous le nom d’arthrose, mais un signe clinique associé à de nombreuses maladies articulaires.
Son origine peut être :
- rhumatismale (exemple : la polyarthrite rhumatoïde) ;
- infectieuse (exemple : arthrite de Lyme[1]).

## Terminologie
Si une seule articulation est atteinte, on parle de monoarthrite, lorsque deux ou trois articulations sont touchées, d’oligoarthrite, et au-delà, de polyarthrite. On appelle « acropolyarthrites » les arthrites qui touchent les articulations distales (loin de la racine) des membres (mains, pieds), « polyarthrites rhizoméliques » les arthrites qui touchent les racines des membres (épaules, hanches), « spondylarthropathies » les arthrites des membres qui s’associent à des atteintes inflammatoires de la colonne vertébrale ou des articulations sacro-iliaques.
Par extension, quand l’inflammation touche le ligament alvéolo-dentaire, on parle aussi d’arthrite dentaire.

## Pronostic, gravité
C'est une maladie généralement bénigne, mais qui peut être très invalidante.

## Types
Selon le nombre d'articulations touchées, on distingue :
- la monoarthrite (une seule articulation) ;
- l’oligoarthrite qui ne touche qu'un nombre réduit d'articulations (2 ou 3) ;
- la polyarthrite qui touche plusieurs articulations.

Parmi les monoarthrites on peut notamment retenir :
- l’arthrite micro-cristalline[3], dont :

1. L’arthrite goutteuse ou goutte (cristaux d'urate de sodium),
2. La chondrocalcinose (cristaux de pyrophosphate de calcium),

- l’arthrite post-traumatique.

On parle aussi :
- d’arthrite infectieuse ou arthrite septique (qui peut être bactérienne, virale ou mycosique), avec par exemple
  - l’arthrite de Lyme (conséquence d'une borréliose) ; 10 % des patients développent une arthrite chronique ou récurrente malgré le traitement antibiotique[4] ;
  - l’arthrite réactionnelle pouvant par exemple apparaître en réaction à une infection par la bactérie Yersinia ; (Yersiniose)) ;
- de polyarthrite pour décrire des atteintes articulaires multiples, mais qui par usage impropre désigne le plus souvent la polyarthrite rhumatoïde (PR) ;
- d’arthrite psoriatique ;
- de spondylarthrite ankylosante;
- d’arthrite chronique juvénile ;
- d’arthrite juvénile idiopathique (AJI), expression désignant toutes les atteintes inflammatoires articulaires n'ayant pas de cause reconnue, débutant avant l’âge de 16 ans et de durée supérieure à 6 semaines.

## Symptômes
- douleur au niveau des tendons (enflammés), à l'effort (seulement en début d’effort, puis disparaissant avec l'échauffement en cas d'inflammation légère) ;
- élancements même au repos ou douleur chronique dans les cas plus graves, avec éventuellement :
  - inflammation (rougeur, sensation de chaleur) ;
  - gonflement de l'articulation (bursite) et une mobilité réduite ;
- grande courbature.

## Prise en charge «orthopédique» de lésion(s) articulaire(s) notable(s) de type rhumatisme sévère
- repos (avec immobilisation de l’articulation, le coude et l’épaule par exemple pour le Tennis Elbow), ou dans les cas plus graves :
- kinésithérapie ;
- ergothérapie ;
- orthopédie ;
- arthroplastie  ;
- prothèse articulaire.

## Prévalence
Près de 10 % de la population, quel que soit le pays, serait touchée par une forme d’arthrite [réf. nécessaire].

## Conséquences
Bien que de causes multiples, l'arthrite peut avoir pour conséquence ultime : 
- la détérioration des surfaces articulaires ;
- la perte progressive de la fonction articulaire.

Selon la cause, les signes cliniques ainsi que la cadence de détérioration des surfaces articulaires pour un contexte d’arthrite donné varient.
L’arthrite septique fait volontiers et de manière caractéristique, le lit d’une détérioration rapide, parfois très rapide, des cartilages articulaires, tandis que l’arthrose, surtout primitive, est avant tout la marque d'une détérioration lente, parfois très lente.

## Prévention
Chez les sportifs, une arthrite peut être associée à une tendinite.[réf. nécessaire]